# Alexander V
Alexander V, Pietro di Candia, född 1339 på Kreta, död 3 maj 1410 i Bologna, Italien, var motpåve i Pisa från den 26 juni 1409 till den 3 maj 1410. Han blev franciskanmunk 1357.
Alexander V:s pontifikat varade endast i drygt 10 månader. Han var född grek, upptogs till en början i ett franciskankloster, studerade i Oxford och Paris och blev 1402 ärkebiskop i Milano. År 1405 utsågs han till kardinalpräst med Santi Apostoli som titelkyrka. Han gjorde sig ett namn som skarpsinnig tänkare, skicklig talare och utmärkt predikant. 
Fastän han hade blivit utsedd till påve av det så kallade förreformatoriska partiet på kyrkomötet i Pisa 1409, visade han dock ringa benägenhet till reformförsök. Tvärtom skrev han mot Wycliffes läror och kallade Jan Hus att stå till rätta inför sin domstol i Rom. Som påve tillbringade han sin mesta tid i Bologna, där han dog 71 år gammal. 